# Baton (rivière)
Pour les articles homonymes, voir Baton (homonymie).
La rivière Baton  (anglais : Baton River) est un cours d’eau du district de Tasman dans le District de Tasman, dans la région de Tasman de l’Île du Sud de la Nouvelle-Zélande et un affluent du fleuve Motueka.

## Géographie
Elle prend naissance près du col de “Baton Saddle” dans la chaîne d’«Arthur Range» et s’écoule vers l’est-sud-est puis vers le nord-est avant de se jeter dans le fleuve Motueka à 2 km au sud de la ville de Woodstock. 
Un chemin de randonnée, suit la partie supérieure de la vallée de la rivière conduisant au chemin de «Karamea-Leslie» et au Parc national de Kahurangi.